# معجم عناصر ميكانيكا الكم
هذا مسرد للمصطلحات التي غالباً ما تصادف في مقررات ميكانيكا الكم الجامعية.
التحذيرات:
- قد يكون للمؤلفين المختلفين تعريفات مختلفة لنفس المصطلح.
- المناقشات تقتصر على تصور شرودنغر وميكانيكا الكم اللانسبوية.
- الملاحظات:
  - {\displaystyle |x\rangle } - الحالة الذاتية للموضع
  - {\displaystyle |\alpha \rangle ,|\beta \rangle ,|\gamma \rangle ...} - دالة موجية لحالة النظام
  - {\displaystyle \Psi } - الدالة الموجية الكلية للنظام
  - {\displaystyle \psi } - دالة موجية لنظام (وربما لجسيم)
  - {\displaystyle \psi _{\alpha }(x,t)} - دالة موجية لجسيم في تمثيل الموضع، تساوي {\displaystyle \langle x|\alpha \rangle }

## الصياغة

### فرضيات الحركة
المجموعة كاملة من الدوال الموجية
مجموعة دوال موجية تشكل أساساً لفضاء هلبرت للنظام المعني بالدراسة.
برا
المرافق الهيرميتي لل«كت» يسمى برا. {\displaystyle \langle \alpha |=(|\alpha \rangle )^{\dagger }}. انظر «رمز برا–كت».
رمز براكيت
رمز براكيت هو وسيلة لتمثيل حالات ومؤثرات النظام بأقواس زاوية وقضبان عمودية، على سبيل المثال، {\displaystyle |\alpha \rangle } and {\displaystyle |\alpha \rangle \langle \beta |}.
مصفوفة الكثافة
فيزيائيا مصفوفة الكثافة هي وسيلة لتمثيل حالات نقية وحالات مختلطة. مصفوفة الكثافة للحالة النقية التي يكون لها كت {\displaystyle |\alpha \rangle } هي {\displaystyle |\alpha \rangle \langle \alpha |}.
رياضيا، مصفوفة الكثافة يجب أن تستوفي الشروط التالية:
- {\displaystyle \operatorname {Tr} (\rho )=1}
- {\displaystyle \rho ^{\dagger }=\rho }

مؤثرالكثافة
مرادف ل« مصفوفة الكثافة».
رمز ديراك
مرادف ل«رمز برا-كت».
فضاء هلبرت
لنظام ما، يمكن تمثيل حالة نقية بمتجه في فضاء هلبرت. كل شعاع (متجهات تختلف بالطور والقيمة فقط) في فضاء هلبرت المناظر يمثل حالة.
كت
الدالة الموجية التي يعبر عنها في الشكل {\displaystyle |a\rangle } تسمى كت. انظر «رمز برا–كت».
حالة كمية مختلطة
الحالة الكمية المختلطة هي طاقم إحصائي منسجم من حالات نقية.
المعايير:
حالة نقية: {\displaystyle \operatorname {Tr} (\rho ^{2})=1}
حالة مختلطة: {\displaystyle \operatorname {Tr} (\rho ^{2})<1}
دالة موجية قابلة للمعايرة
يقال عن دالة موجية {\displaystyle |\alpha '\rangle } بأنها قابلة للمعايرة إذا كان {\displaystyle \langle \alpha '|\alpha '\rangle <\infty }. يمكن معايرة دالة موجية قابلة للمعايرة بتحقيق الشرط {\displaystyle |a'\rangle \to \alpha ={\frac {|\alpha '\rangle }{\sqrt {\langle \alpha '|\alpha '\rangle }}}}.
الدالة الموجية المعايرة
يقال بأن دالة موجية {\displaystyle |a\rangle } معايرة إذا كان {\displaystyle \langle a|a\rangle =1}.
حالة نقية
الحالة التي يمكن تمثيلها بدالة موجية/كت في فضاء هلبرت/ كحل لمعادلة شرودنغر تسمى حالة نقية. انظر «حالة كمية مختلطة».
أعداد كمية
طريقة لتمثيل الحالة الكمية بعدة أعداد، والتي تناظر مجموعة كاملة من المتغيرات القابلة للرصد (والقياس).
المثال الشائع لأعداد الكم هو الحالات الممكنة لإلكترون في جهد مركزي: {\displaystyle (n,l,m,s)}، والتي تناظر الحالة الذاتية للمتغيرالقابل للرصد {\displaystyle H} (بدلالة {\displaystyle r})، {\displaystyle L} (قيمة الزخم الزاوي)، {\displaystyle L_{z}} (الزخم الزاوي في اتجاه - {\displaystyle z})، {\displaystyle S_{z}}.
دالة موجة اللف المغزلي
جزء من دالة الموجة للجسيم/ات. انظر «الدالة الموجية الكلية لجسيم».
سبينور
مرادف «دالة موجة اللف المغزلي ».
دالة موجية حيزية
جزء من دالة الموجة للجسيم/ات. انظر «الدالة الموجية الكلية لجسيم».
حالة
الحالة هي عبارة عن وصف كامل لخصائص المتغيرات القابلة للرصد (المرصود) للنظام الفيزيائي.
في بعض الأحيان تستخدم هذه الكلمة كمرادف «الدالة الموجية» أو «الحالة النقية».
متجه الحالة
مرادف «الدالة الموجية».
طاقم إحصائي
عدد كبير من نسخ النظام.
نظام فيزيائي

الجداء التنسوري في فضاء هلبرت
عند اعتبارنا للنظام الكلي كنظام مركب من نظامين فرعيين A و B، تكون الدوال الموجية للنظام المركب في فضاء هلبرت {\displaystyle H_{A}\otimes H_{B}}، إذا كان فضاء هلبرت للدوال الموجية A و B هي {\displaystyle H_{A}} و {\displaystyle H_{B}} على التوالي.
الدالة الموجية الكلية لجسيم
لنظام مكون من جسيم مفرد، يمكن التعبيرعن الدالة الموجية الكلية {\displaystyle \Psi } للجسيم كجداء للدالة الموجية الحيزية ودالة موجة اللف المغزلي. تكون الدوال الموجية الكلية في فضاء الجداء التنسوري للجزء الحيزي من فضاء هيلبرت (الذي تمتد فيه الحالات الذاتية للموضع) وفضاء هيلبرت للف المغزلي.
دالة موجية
كلمة «دالة موجية» يمكن أن تعني واحداً مما يلي:
1. متجه في فضاء هلبرت والذي يمكن أن يمثل حالة؛ مرادف «كت» أو «متجه الحالة».
2. متجه حالة في اساس معين. ويمكن اعتباره في هذه الحالة بمثابة متجه التغاير.
3. متجه الحالة في تمثيل الموضع مثلا {\displaystyle \psi _{\alpha }(x_{0})=\langle x_{0}|\alpha \rangle }، حيث {\displaystyle |x_{0}\rangle } هو الحالة الذاتية للموضع.